# سینتیا سنک
سینتیا سنک (متولد ۲۷ نوامبر ۱۹۹۱ - کوریتیبا) بازیگر برزیلی است. او با کارهایش در صاحب قطعه و ۳٪ شناخته شد.

## زندگی‌نامه
او نخستین حضورش را در تلویزیون در کودکی با شرکت در سریال رؤیای لوئیزا که از شبکه تلویزیونی پخش شد، انجام داد! در سال 2002. در سال ۲۰۱۵، وی در صحنه‌های فلش بلک تله نوولا داس شش ست ویداس در نقش لوئیزا شرکت نمود. در سال ۲۰۱۵، وی به بازیگران فصل بیست و سوم تمرین در نقش کریکا عضو شد، که تا ۲۴، در سال ۲۰۱۶ در آن حضور داشت. میان تاریخ های۲۰۱۸ و ۲۰۲۰، او به بازیگران فصل ۲، ۳و ۴سریال ۳٪ با بازی شخصیت گلوریا عضو شد. در سال ۲۰۱۹، او در سریال صاحب قطعه به نام کارمند ادیلنه شرکت کرد.

## فیلم‌شناسی

### تلویزیون
| سال     | عنوان                        | کاغذ                        | درجات                       |
| ------- | ---------------------------- | --------------------------- | --------------------------- |
| ۲۰۰۲    | رؤیای لوئیزا                 | جاناینا                     |                             |
| ۲۰۱۳    | زندگی عاشقانه                | پنکه                        | قسمت: "۲۰ دسامبر"           |
| ۲۰۱۴    | سال‌های رادیکال               | فرناندا                     | فصل ۱                       |
| ۲۰۱۵    | هفت زندگی                    | لوسیا (جوان)                | قسمت‌ها: "۱۸ مارس - ۳ ژوئیه" |
| ۲۰۱۵–۱۶ | تمرین: جایگاه شما در جهان    | ماریا کریستینا ماسا (کریکا) | فصل ۲۳                      |
| ۲۰۱۶–۱۷ | تمرین: حرفه ای دیا ناسر فلیز | ماریا کریستینا ماسا (کریکا) | فصل ۲۴                      |
| ۲۰۱۸–۲۰ | ۳٪                           | گلوریا ریبیرو               | فصل ۲–۴                     |
| ۲۰۱۹    | صاحب قطعه                    | ادیلن ترسینیا دوس سانتوس    | قسمت‌ها: "۲ تا ۱۵ ژوئن"      |
| ۲۰۲۲    | فصل تابستان                  | ماریلیا                     | نتفلیکس اورجینال            |

### سینما
| سال  | عنوان                | کاغذ         | درجات      |
| ---- | -------------------- | ------------ | ---------- |
| ۲۰۰۹ | در حالی که ما خوابیم | والریا       | طول متوسط  |
| ۲۰۱۱ | اس بی ایکس           | سینتیا       | فیلم کوتاه |
| ۲۰۲۱ | صحرای خصوصی          | دبورا موریرا |            |